# 목포유달초등학교 달리분교
목포유달초등학교 달리분교는 대한민국 전라남도 목포시에 있는 공립 초등학교이다.

## 학교 연혁
- 1953년 4월 10일: 무안군 달리국민학교 개교
- 1963년 1월 1일: 목포시로 편입
- 1984년 3월 5일: 병설유치원 개원
- 1992년 3월 1일: 율도분교장 편입
- 1994년 3월 1일: 목포유달초등학교 달리분교장 격하
- 2014년 3월 1일: 달리분교장 병설유치원 휴원
- 2024년 5월 9일: 달리분교장 휴교

## 참고 자료
- 목포유달초등학교달리분교장 - 한국교육학술정보원 학교알리미